# Leo Kraft
Leo Abraham Kraft (New York, 24 juli 1922 – Mandan, 30 april 2014) was een Amerikaanse componist, muziekpedagoog en dirigent.

## Levensloop
Kraft studeerde van 1940 tot 1945 aan het Queens College van de (CUNY) in New York bij Karol Rathaus (compositie) en behaalde zijn Bachelor of Music. Van 1945 tot 1947 studeerde hij aan de Princeton-universiteit in Princeton bij Randall Thompson eveneens compositie en behaalde zijn Master of Music. Met steun en een studiebeurs uit het Fulbright-programma kon hij in 1954 en 1955 bij Nadia Boulanger in Parijs studeren. 
Vanaf 1947 doceerde hij aan de Aaron Copland School van zijn Alma mater, het Queens College van de (CUNY) in New York. Van 1959 tot 1961 was hij hoofd van de muziekafdeling. In 1989 ging hij met pensioen en was sindsdien "Professor Emeritus". Gedurende zijn pedagogische carrière richtte hij zowel de College Music Society, de American Society of University Composers, nu: Society of Composers Inc., als de Society for Music Theory op. Van 1979 tot 1981 was hij voorzitter van het American Music Center. Voor een bepaalde tijd was hij ook docent aan het Cantors Institute and Seminary College of Jewish Music, nu: H. L. Miller Cantorial School, van het Joodse theologische seminaar in New York.
Vanaf 1978 was hij dirigent van het New Repertory Ensemble. 
Daarnaast was hij componist en schreef werken voor verschillende genres. Meerdere van zijn werken werden opgenomen op cd's bij de labels Centaur Records, Albany Records en Arizona University Recordings. Hij is lid van de American Society of Composers, Authors and Publishers. 

## Composities

### Werken voor orkest
- 1951 Concert nr. 1, voor dwarsfluit, klarinet, trompet en strijkorkest
- 1954 Larghetto in memory of Karol Rathaus, voor strijkorkest en pauken
- 1958 Variations, voor orkest
- 1963 Three Pieces, voor orkest
- 1963 Two Pieces, voor orkest
- 1966 rev.1972 Concert nr. 2, voor twaalf spelers (dwarsfluit (ook: piccolo), hobo, klarinet, fagot, hoorn, trompet, trombone, slagwerk, viool, altviool, cello en contrabas)
- 1985 Symfonie
- 1986 Concert (nr. 4), voor klarinet en orkest
- 1986 Concert nr. 5, voor hobo en strijkorkest 
  1. Con fantasia
  2. Allegro non troppo
- 1989 Overture to Spring, voor orkest
- 1989 Pacific Bridges, voor strijkorkest en obligate klarinet
- 1993 A new Ricercar, voor strijkorkest
- 1993 Symphonic Prelude - To the memory of Aaron Copland, voor orkest
- 1996 Kamersymfonie nr. 2 (Chamber Symphony No. 2), voor zestien instrumenten[1]
  1. Allegro energico
  2. Adagio
  3. Vivace
- 2001 Jacob Wrestles with the Angel, voor groot orkest
- 2003 L'unicorno, voor hoorn en strijkorkest
- 2011 For Those We Loved, voor orkest
- Overture in G majeur, voor orkest

### Werken voor harmonieorkest
- 1967 Toccata, voor harmonieorkest
- 1976 Ciacona
- 1995 Song and Good Cheer, voor harmonieorkest
- Concert nr. 3, voor cello, blazers en slagwerk

### Vocale muziek

#### Werken voor koor
- 1953 A Proverb of Solomon, voor gemengd koor en kamerorkest
- 1993 Set me as a Seal, voor gemengd koor, harp en obligate cello
- 1998 The Vision of Isaiah, voor gemengd koor en orkest
- Eight Choral Songs, voor gemengd koor a capella - tekst: Moses ibn Ezra (ca.1060-ca.1139)
  1. Drinking Song
  2. Nature's Quiet
  3. Love's Desire
  4. Winter is Past
  5. A Vision of Night
  6. The Oak Tree's Branches
  7. The Lord Suspends the World from Nothing
  8. To Spring
- 2001 Alleluia/Halleluyah - A Choral Etude, voor gemengd koor a capella

#### Liederen
- 1969 Spring in the Harbor, zangcyclus voor sopraan, dwarsfluit, cello en piano - tekst: Stephen Stepanchev
  1. On Paumanok
  2. A Plectrum
  3. A Girl skipping rope in Flushing
  4. The Boy from San Juan
  5. Beside a Lake
  6. Spring in the Harbor
- 1990 Four Songs from the Chinese, voor sopraan, dwarsfluit en slagwerk - tekst: Li Qing Zhao, Engelse vertaling: Kenneth Rexroth
  1. Autumn Evening beside the Lake
  2. Sorrow in Love
  3. Refusing to be Lonly
  4. Two Springs
- 1994 October 1864, voor hoge zangstem en piano - tekst: William Cullen Bryant
- 1995 cummingsong, vier liederen voor tenor, dwarsfluit, hobo, viool, altviool en cello - tekst: E.E. Cummings
  1. The hours rise up
  2. Thy fingers make early flowers
  3. The wind has blown the rain away
  4. Spring is like a perhaps hand
- 2000 Five Sonnets of William Shakespeare, voor tenor en piano
  1. Sonnet 116
  2. Sonnet 47
  3. Sonnet 30
  4. Sonnet 128
  5. Sonnet 18
- 2004 Heart and Eye, voor sopraan, bariton en piano - tekst: William Shakespeare "Sonnet 47"
- 2004 Seven Hebrew Songs, voor bariton, hoorn en piano
  1. The fruit of the vine - tekst: Moses ibn Ezra
  2. Unrequited love - tekst: Yehuda ha-Levi
  3. Ophrah - tekst: Moses ibn Ezra
  4. Earth's embroidery - tekst: Solomon ibn Gabirol
  5. Love's desire - tekst: Moses ibn Ezra
  6. The power of poetry - tekst: Moses ibn Ezra
  7. Life's pleasures - tekst: Shmuel ha-Nagid

### Kamermuziek
- 1951 Short Suite, voor dwarsfluit, klarinet en fagot
- 1951 Strijkkwartet nr. 1
- 1954 Two's Company, voor 2 klarinetten
- 1959 Strijkkwartet nr. 2
- 1962 Fantasy nr. 1, voor dwarsfluit en piano
- 1965 Ballad, voor klarinet en piano
- 1967 Strijkkwartet nr. 3
- 1968 Little Suite, voor 2 klarinetten
- 1969 Partita nr. 3, voor blaaskwintet
- 1970 Five Pieces, voor klarinet en piano
- 1971 Dualities, voor 2 trompetten
- 1972 Trios and Interludes, voor dwarsfluit, altviool en piano
- 1974 Line Drawings, voor dwarsfluit en slagwerk
- 1975 Diaphonies, voor hobo en piano
- 1975 Partita nr. 4, voor dwarsfluit (ook: piccolo), klarinet (ook: basklarinet), viool, contrabas en piano
- 1976 rev.1996 Strata voor negen spelers (hobo, klarinet, fagot, bastrombone, slagwerk, viool, altviool, cello en contrabas)
- 1979 Three Pieces, voor altsaxofoon en piano
- 1980 Inventions and Airs, voor klarinet, viool en piano
- 1981 Conductus novus, voor vier trombones
- 1982 Episodes, voor klarinet en slagwerk
- 1983 O Primavera - Vernal Fantasy, voor dwarsfluit, hobo en klarinet
- 1987 Hallelujah! : A Joyous Fanfare, voor koperkwintet
- 1987, rev.2004 Partita 5, voor dwarsfluit en gitaar
- 1988 New Songs from Old : Fantasy on Traditional Jewish Motives, voor klarinet
- 1989 Music, voor 4 celli
- 1989 Tableaux, zes stukken voor dubbel-blaaskwintet (piccolo, dwarsfluit, 2 hobo's, 2 klarinetten, 2 hoorns, 2 fagotten) en piano
- 1989 Second Fantasy, voor dwarsfluit (altfluit) en piano
- 1990 Cinque fantaisie, voor viool en cello
- 1990 Washington Square, voor 8 spelers (dwarsfluit, klarinet, trombone, cello contrabas, piano en 2 slagwerkers)
- 1991 Green Mountain Notes, voor hobo, klarinet, fagot, hoorn, viool en piano
- 1991 Six Pieces, voor viool en piano
- 1991 Cloud Studies, zes stukken voor twaalf fluiten (2 piccolo's, 8 dwarsfluiten, 2 altfluiten)
- 1992 Cape Cod Sketches, voor dwarsfluit, viool, altviool en cello
- 1992 Omaggio - To the memory of Primo Levi, voor dwarsfluit, klarinet, viool, altviool en cello
- 1993 Dialogues, voor dwarsfluit en bandrecorder
- 1993 Four Dialogues, voor klarinet in A en piano
- 1994 No Time like this Time, voor klarinet en piano
- 1994 Strijkkwartet nr. 4
- 1995 For two, vijf duetten voor altsaxofoon en klarinet
- 1997 Five short Pieces, voor blaaskwartet (dwarsfluit, hobo, klarinet en fagot)
- 1997 From the Hudson Valley, voor dwarsfluit, harp en strijkkwintet - ook in een versie voor strijkorkest
- 1997 Quiet Moments, voor viool en piano
- 1999 Music for a Sunday Afternoon, voor dwarsfluit en klarinet
- 1999 Six Bagatelles, voor klarinet, slagwerk en piano
- 1999 Three Inventions, voor 2 altfluiten
- 2000 Just the two of us, voor 2 klarinetten
- 2003 About Time, vier stukken voor trombone en slagwerk
- 2005 Quartet for Winds, voor houtblaaskwartet
- 2006 Transformations, voor 8 instrumenten (dwarsfluit, klarinet, viool, altviool, cello, contrabas, piano en slagwerk)
- 2010 Brief Encounters, voor dwarsfluit, klarinet en piano
- 2010 Sextetto, voor hobo, klarinet, altsaxofoon, fagot, trompet en piano
- 2011 Partita a tre, voor klarinet, cello en piano
- Antiphonies, vier stukken voor piano vierhandig en bandrecorder
- Partita nr. 2, voor viool en altviool
- Variations on a slow Theme, voor cello en piano

### Werken voor orgel
- 2003 Passacaglia serena

### Werken voor piano
- 1956 Perky Pete
- 1958 Partita nr. 1
- 1965 Statements and commentaries  nr. 1
- 1968 Easy animal Pieces
- 1982 Music for a Day
- 1996 Venetian Reflections
- 1999 Five Preludes
- 2000 Piano Fantasy
- 2011 Testimonium
- 2011 Toccata for two, voor 2 piano's
- Allegro giocoso

### Werken voor klavecimbel
- 1998 The Garden of Memory

## Publicaties
- Extrait d'Horace. Tragédie en 5, actes de Pierre Corneille. Mis en musique par L. Kraft. Pour chant et piano, 1960.
- A new Approach to Ear Training; a Self-Instruction Program, New York, W.W. Norton, 1967. 187 p.
- Gradus : An integrated Approach to Harmony, Counterpoint, and Analysis, New York: W.W. Norton, 1976. ISBN 978-0-393-09180-9
- Gradus : Music Anthology, New York: W.W. Norton, 1976. 2 vols. ISBN 978-0-393-09185-4 ISBN 978-0-393-09197-7
- A New Approach to Sight Singing, New York: W.W. Norton, 2010. 410 p., ISBN 978-0-393-91150-3